# AFC Challenge Cup 2008
De AFC Challenge Cup 2008 was een voetbaltoernooi dat werd georganiseerd in India van 30 juli tot en met 13 augustus 2008. India won het toernooi ook en kreeg ook de prijs voor de Fairplay. De organisatie zou eerst naar Taiwan gaan daarna zou Thailand het organiseren maar beiden haakten af. De winnaar plaatst zich direct voor de Azië Cup van 2011. 
De AFC verdeelde de landen in 3 niveaugroepen. Het toernooi is bedoeld voor de groep laagst geklasseerde landen. Toch werden, net als bij het toernooi in 2006, ook landen uitgenodigd uit een hogere niveaugroep. Net als 2 jaar terug mogen bij deze editie van de Challenge Cup India, Noord-Korea, Myanmar en Turkmenistan meedoen.

## Kwalificatie
4 landen plaatsen zich automatisch. 16 landen zouden worden ingedeeld in 4 groepen van 4. Laos haakte af op 2 mei 2008. Palestina haakte af 14 mei 2008. Daardoor zouden er 2 poules van 3 landen ontstaan.
- Noord-Korea
- Turkmenistan
- India
- Myanmar
- Tadzjikistan
- Sri Lanka
- Nepal
- Kirgizië
- Palestina (teruggetrokken)
- Chinees Taipei

- Bangladesh
- Brunei
- Pakistan
- Cambodja
- Filipijnen
- Afghanistan
- Bhutan
- Macau
- Guam
- Laos (teruggetrokken)

## Deelnemende landen
| Land         | Gekwalificeerd als | Vorige deelnames in toernooi12 |
| ------------ | ------------------ | ------------------------------ |
| India        | Gastland           | 2e (2006)                      |
| Noord-Korea  | Automatisch        | debuut                         |
| Turkmenistan | Automatisch        | debuut                         |
| Myanmar      | Automatisch        | debuut                         |
| Sri Lanka    | Winnaar Groep A    | 2e (2006)                      |
| Tadzjikistan | Winnaar Groep B    | 2e (2006)                      |
| Afghanistan  | Winnaar Groep C    | 2e (2006)                      |
| Nepal        | Winnaar Groep D    | 2e (2006)                      |

## Speelsteden
Nadat Taiwan en Thailand afhaakten kreeg India uiteindelijk de organisatie toegewezen. Er waren 2 gaststeden en 3 stadions gebruikt.
| Hyderabad                                      | Hyderabad                                      | New Delhi                           | · Hyderabad New Delhi Speellocaties |
| Gachibowli Athletic Stadium Capaciteit: 30.000 | Lal Bahadur Shastri Stadium Capaciteit: 30.000 | Ambedkar Stadium Capaciteit: 20.000 | · Hyderabad New Delhi Speellocaties |
|                                                |                                                |                                     | · Hyderabad New Delhi Speellocaties |

## Groepsfase

### Groep A
| Land         | Wed | Win | Gel | Ver | DV | DT | +/− | Pnt |
| ------------ | --- | --- | --- | --- | -- | -- | --- | --- |
| India        | 3   | 2   | 1   | 0   | 4  | 2  | 2   | 7   |
| Tadzjikistan | 3   | 1   | 2   | 0   | 5  | 1  | 4   | 5   |
| Turkmenistan | 3   | 1   | 1   | 1   | 6  | 2  | 4   | 4   |
| Afghanistan  | 3   | 0   | 0   | 3   | 0  | 10 | –10 | 0   |

|                                                  |                             |       |              |                                                                                             |
| 30 juli 2008 «onderlinge duels» 16:00 (UTC+5:30) | Turkmenistan                | 0 – 0 | Tadzjikistan | Gachibowli Athletic Stadium, Hyderabad Toeschouwers: 150 Scheidsrechter: Valentin Kovalenko |
| 30 juli 2008 «onderlinge duels» 16:00 (UTC+5:30) | Wedstrijdverslag[dode link] |       |              | Gachibowli Athletic Stadium, Hyderabad Toeschouwers: 150 Scheidsrechter: Valentin Kovalenko |

|                                                  |                |                             |             |                                                                                       |
| 30 juli 2008 «onderlinge duels» 18:30 (UTC+5:30) | India          | 1 – 0                       | Afghanistan | Gachibowli Athletic Stadium, Hyderabad Toeschouwers: 300 Scheidsrechter: Masaaki Toma |
| 30 juli 2008 «onderlinge duels» 18:30 (UTC+5:30) | Lawrence 90+2' | Wedstrijdverslag[dode link] |             | Gachibowli Athletic Stadium, Hyderabad Toeschouwers: 300 Scheidsrechter: Masaaki Toma |

|                                                     |              |                  |                     |                                                                                             |
| 1 augustus 2008 «onderlinge duels» 16:00 (UTC+5:30) | Tadzjikistan | 1 – 1            | India               | Gachibowli Athletic Stadium, Hyderabad Toeschouwers: 350 Scheidsrechter: Tayeb Shamsuzzaman |
| 1 augustus 2008 «onderlinge duels» 16:00 (UTC+5:30) | Rabiev 11'   | Wedstrijdverslag | Tuychiev 61' (e.d.) | Gachibowli Athletic Stadium, Hyderabad Toeschouwers: 350 Scheidsrechter: Tayeb Shamsuzzaman |

|                                                     |             |                  |                                        |                                                                                     |
| 1 augustus 2008 «onderlinge duels» 18:30 (UTC+5:30) | Afghanistan | 0 – 5            | Turkmenistan                           | Gachibowli Athletic Stadium, Hyderabad Toeschouwers: 100 Scheidsrechter: Ali Saleem |
| 1 augustus 2008 «onderlinge duels» 18:30 (UTC+5:30) |             | Wedstrijdverslag | Öwekow 1', 41', 77', 80' Krendelev 23' | Gachibowli Athletic Stadium, Hyderabad Toeschouwers: 100 Scheidsrechter: Ali Saleem |

|                                                     |                  |                             |                 |                                                                                            |
| 3 augustus 2008 «onderlinge duels» 18:30 (UTC+5:30) | Turkmenistan     | 1 – 2                       | India           | Gachibowli Athletic Stadium, Hyderabad Toeschouwers: 1.000 Scheidsrechter: Khalid Al-Senan |
| 3 augustus 2008 «onderlinge duels» 18:30 (UTC+5:30) | Orazmämmedow 84' | Wedstrijdverslag[dode link] | Bhutia 54', 80' | Gachibowli Athletic Stadium, Hyderabad Toeschouwers: 1.000 Scheidsrechter: Khalid Al-Senan |

|                                                     |             |                             |                                      |                                                                                      |
| 3 augustus 2008 «onderlinge duels» 18:30 (UTC+5:30) | Afghanistan | 0 – 4                       | Tadzjikistan                         | Lal Bahadur Shastri Stadium, Hyderabad Toeschouwers: 150 Scheidsrechter: Vo Minh Tri |
| 3 augustus 2008 «onderlinge duels» 18:30 (UTC+5:30) |             | Wedstrijdverslag[dode link] | Rabiev 14', 44', 56' Tukhtasunov 39' | Lal Bahadur Shastri Stadium, Hyderabad Toeschouwers: 150 Scheidsrechter: Vo Minh Tri |

### Groep B
| Land        | Wed | Win | Gel | Ver | DV | DT | +/− | Pnt |
| ----------- | --- | --- | --- | --- | -- | -- | --- | --- |
| Noord-Korea | 3   | 3   | 0   | 0   | 5  | 0  | 5   | 9   |
| Myanmar     | 3   | 2   | 0   | 1   | 6  | 2  | 4   | 6   |
| Nepal       | 3   | 1   | 0   | 2   | 3  | 4  | –1  | 3   |
| Sri Lanka   | 3   | 0   | 0   | 3   | 1  | 9  | –9  | 0   |

|                                                  |                                        |                             |           |                                                                                      |
| 31 juli 2008 «onderlinge duels» 16:00 (UTC+5:30) | Noord-Korea                            | 3 – 0                       | Sri Lanka | Gachibowli Athletic Stadium, Hyderabad Toeschouwers: 100 Scheidsrechter: Vo Minh Tri |
| 31 juli 2008 «onderlinge duels» 16:00 (UTC+5:30) | Peiris 5' (e.d.) Pak Song-Chol 9', 27' | Wedstrijdverslag[dode link] |           | Gachibowli Athletic Stadium, Hyderabad Toeschouwers: 100 Scheidsrechter: Vo Minh Tri |

|                                                  |                                                      |                             |       |                                                                                          |
| 31 juli 2008 «onderlinge duels» 18:30 (UTC+5:30) | Myanmar                                              | 3 – 0                       | Nepal | Gachibowli Athletic Stadium, Hyderabad Toeschouwers: 150 Scheidsrechter: Khalid Al-Senan |
| 31 juli 2008 «onderlinge duels» 18:30 (UTC+5:30) | Yazar Win Thein 66' Myo Min Tun 76' Soe Myat Min 86' | Wedstrijdverslag[dode link] |       | Gachibowli Athletic Stadium, Hyderabad Toeschouwers: 150 Scheidsrechter: Khalid Al-Senan |

|                                                     |                |                             |                                               |                                                                                             |
| 2 augustus 2008 «onderlinge duels» 16:00 (UTC+5:30) | Sri Lanka      | 1 – 3                       | Myanmar                                       | Gachibowli Athletic Stadium, Hyderabad Toeschouwers: 100 Scheidsrechter: Valentin Kovalenko |
| 2 augustus 2008 «onderlinge duels» 16:00 (UTC+5:30) | Jayasuriya 51' | Wedstrijdverslag[dode link] | Soe Myat Min 47' Yan Paing 70' Si Thu Win 85' | Gachibowli Athletic Stadium, Hyderabad Toeschouwers: 100 Scheidsrechter: Valentin Kovalenko |

|                                                     |       |                             |                   |                                                                                       |
| 2 augustus 2008 «onderlinge duels» 18:30 (UTC+5:30) | Nepal | 0 – 1                       | Noord-Korea       | Gachibowli Athletic Stadium, Hyderabad Toeschouwers: 100 Scheidsrechter: Masaaki Toma |
| 2 augustus 2008 «onderlinge duels» 18:30 (UTC+5:30) |       | Wedstrijdverslag[dode link] | Pak Song-Chol 39' | Gachibowli Athletic Stadium, Hyderabad Toeschouwers: 100 Scheidsrechter: Masaaki Toma |

|                                                     |               |                  |         |                                                                                             |
| 4 augustus 2008 «onderlinge duels» 18:30 (UTC+5:30) | Noord-Korea   | 1 – 0            | Myanmar | Lal Bahadur Shastri Stadium, Hyderabad Toeschouwers: 100 Scheidsrechter: Tayeb Shamsuzzaman |
| 4 augustus 2008 «onderlinge duels» 18:30 (UTC+5:30) | Ro Hak-Su 15' | Wedstrijdverslag |         | Lal Bahadur Shastri Stadium, Hyderabad Toeschouwers: 100 Scheidsrechter: Tayeb Shamsuzzaman |

|                                                     |                                      |                  |           |                                                                                     |
| 4 augustus 2008 «onderlinge duels» 18:30 (UTC+5:30) | Nepal                                | 3 – 0            | Sri Lanka | Gachibowli Athletic Stadium, Hyderabad Toeschouwers: 200 Scheidsrechter: Ali Saleem |
| 4 augustus 2008 «onderlinge duels» 18:30 (UTC+5:30) | Sahukhala 14' J.M. Rai 55' Anjan 68' | Wedstrijdverslag |           | Gachibowli Athletic Stadium, Hyderabad Toeschouwers: 200 Scheidsrechter: Ali Saleem |

## Knockoutfase
|  | halve finale           | halve finale           |   |                         | finale                  | finale |
|  |                        |                        |   |                         |                         |        |
|  | 7 augustus – Hyderabad |                        |   |                         |                         |        |
|  | India                  | 1                      |   |                         |                         |        |
|  | Myanmar                | 0                      |   |                         |                         |        |
|  |                        |                        |   |                         |                         |        |
|  |                        |                        |   |                         | 13 augustus – New Delhi |        |
|  |                        |                        |   |                         | India                   | 4      |
|  |                        | Tadzjikistan           | 1 |                         |                         |        |
|  |                        |                        |   |                         |                         |        |
|  |                        |                        |   |                         | derde plaats            |        |
|  | 7 augustus – Hyderabad | 7 augustus – Hyderabad |   | 13 augustus – New Delhi | 13 augustus – New Delhi |        |
|  | Noord-Korea            | 0                      |   | Noord-Korea             | 4                       |        |
|  | Tadzjikistan           | 1                      |   |                         | Myanmar                 | 0      |

### Halve finale
|                                                     |             |                             |         |                                                                                               |
| 7 augustus 2008 «onderlinge duels» 16:00 (UTC+5:30) | India       | 1 – 0                       | Myanmar | Gachibowli Athletic Stadium, Hyderabad Toeschouwers: 1.500 Scheidsrechter: Tayeb Shamsuzzaman |
| 7 augustus 2008 «onderlinge duels» 16:00 (UTC+5:30) | Chhetri 82' | Wedstrijdverslag[dode link] |         | Gachibowli Athletic Stadium, Hyderabad Toeschouwers: 1.500 Scheidsrechter: Tayeb Shamsuzzaman |

|                                                     |             |                             |                |                                                                                       |
| 7 augustus 2008 «onderlinge duels» 19:30 (UTC+5:30) | Noord-Korea | 0 – 1                       | Tadzjikistan   | Gachibowli Athletic Stadium, Hyderabad Toeschouwers: 600 Scheidsrechter: Masaaki Toma |
| 7 augustus 2008 «onderlinge duels» 19:30 (UTC+5:30) |             | Wedstrijdverslag[dode link] | Mukhidinov 39' | Gachibowli Athletic Stadium, Hyderabad Toeschouwers: 600 Scheidsrechter: Masaaki Toma |

### Troostfinale
|                                                      |         |                             |                                                  |                                                                                 |
| 13 augustus 2008 «onderlinge duels» 16:00 (UTC+5:30) | Myanmar | 0 – 4                       | Noord-Korea                                      | Ambedkar Stadium, New Delhi Toeschouwers: 1.000 Scheidsrechter: Khalid Al-Senan |
| 13 augustus 2008 «onderlinge duels» 16:00 (UTC+5:30) |         | Wedstrijdverslag[dode link] | Pak Song-Chol 10', 12', 44' (pen.) Ro Hak-Su 53' | Ambedkar Stadium, New Delhi Toeschouwers: 1.000 Scheidsrechter: Khalid Al-Senan |

### Finale
|                                                      |                                 |                             |                |                                                                                     |
| 13 augustus 2008 «onderlinge duels» 19:00 (UTC+5:30) | India                           | 4 – 1                       | Tadzjikistan   | Ambedkar Stadium, New Delhi Toeschouwers: 10.000 Scheidsrechter: Valentin Kovalenko |
| 13 augustus 2008 «onderlinge duels» 19:00 (UTC+5:30) | Chhetri 9', 23', 75' Bhutia 18' | Wedstrijdverslag[dode link] | Fatkhuloev 44' | Ambedkar Stadium, New Delhi Toeschouwers: 10.000 Scheidsrechter: Valentin Kovalenko |

| AFC Challenge Cup 2008 Winnaar |
| ------------------------------ |
|                                |
| INDIA 1ste                     |

## Prijzen
| Fair Play Prijs | Fair Play Prijs | Fair Play Prijs | Gouden schoen                | Gouden schoen                | Gouden schoen                | Meest waardevolle speler | Meest waardevolle speler | Meest waardevolle speler |
| --------------- | --------------- | --------------- | ---------------------------- | ---------------------------- | ---------------------------- | ------------------------ | ------------------------ | ------------------------ |
| India           | India           | India           | Pak Song-Chol ( Noord-Korea) | Pak Song-Chol ( Noord-Korea) | Pak Song-Chol ( Noord-Korea) | Baichung Bhutia ( India) | Baichung Bhutia ( India) | Baichung Bhutia ( India) |

## Doelpuntenmakers
6 doelpunten
- Pak Song-Chol

4 doelpunten
- Sunil Chhetri
- Yusuf Rabiev
- Guwançmuhammet Öwekow

3 doelpunten
- Baichung Bhutia

2 doelpunten
- Soe Myat Min
- Ro Hak-Su

1 doelpunt
- Climax Lawrence
- Myo Min Tun
- Si Thu Win
- Yan Paing
- Yazar Win Thein

- K.C. Anjan
- Ju Manu Rai
- Santosh Sahukhala
- Kasun Jayasuriya
- Fatkhullo Fatkhuloev

- Dzhomikhon Mukhidinov
- Davronjon Tukhtasunov
- Vyacheslav Krendelev
- Ýusup Orazmämmedow

Eigen doelpunt
- Madushka Peiris (Tegen Noord-Korea)
- Alisher Tuychiev (Tegen India

Toernooi: 2006 · 2008 · 2010 · 2012 · 2014

Kwalificatie: 2008 · 2010 · 2012 · 2014